# Facultad de Ciencias Económicas (UNaM)
La Facultad de Ciencias Económicas es una de las facultades de la Universidad Nacional de Misiones, ubicada en el Campus Universitario de la UNaM, en Posadas, Misiones, Argentina. 

## Historia
El 8 de mayo de 1967 se dictó la clase inaugural del Instituto Privado de Administración de Empresas (IPAE) en un aula cedida por la entonces Facultad de Ingeniería Química. Los 55 alumnos presentes ya habían hecho un curso preparatorio desde el 6 de marzo al 20 de abril de ese año.
El IPAE fue creado por la Asociación Promotora de Estudios Administrativos y Económicos de Misiones (APEAEM), organismo privado cuyos propulsores fueron productores, comerciantes, industriales y profesionales que vieron la imperiosa necesidad de preparar a la juventud para el despertar del potencial socioeconómico de la provincia. Presidía el APEAEM el Sr. Humberto Pérez, siendo vicepresidente el Ingeniero Alejandro Malvicino.
El IPAE otorgaba título de Licenciado en Administración de Empresas. Sus primeros profesores titulares fueron Prof. José Antonio Margalot, Prof. María Susana Valloud, Cr. Ernesto Seidel a quienes acompañaban como adjuntos conocidos profesionales de nuestro medio. Todos se desempeñaban en carácter de ad-honorem.
El IPAE tuvo una amplia aceptación en la provincia porque cumplía con requerimientos sumamente importantes: daba posibilidad de estudios a la juventud de la región y de capacitación a los empresarios del medio a través de los ciclos de conferencias y la revista que editaba.
Poco tiempo después el IPAE creó la carrera de Secretariado Ejecutivo y tuvo que alquilar un edificio, sito en San Lorenzo 659, para poder desarrollar ambas carreras. Ese edificio fue posteriormente comprado por el APEAEM, quien lo cedió a la UNaM; a quien actualmente pertenece.
Cuando se crea la Universidad Nacional de Misiones gracias a las arduas gestiones del MOPUM (Movimiento Pro-Universidad de Misiones), el IPAE se incorpora a ella como Escuela de Administración.
El rango de Facultad de Ciencias Económicas se le otorga el 17 de noviembre de 1980.

## Carreras
Actualmente se dictan tres carrera de grado en la Facultad de Ciencias Económicas (UNC)
- Contador Público
- Licenciatura en Administración de Empresas
- Licenciatura en Economía

Dos carreras de pregrado:
- Secretariado Ejecutivo Universitario
- Técnico Universitario Administrativo Contable

Y las carreras de postgrado:
- Especialización en Contabilidad Superior y Auditoría (Abierta la inscripción)
- Especialización en Derecho de la Empresa
- Doctorado en Administración
- Maestría en Administración Estratégica de Negocios - Abierta la preinscripción 30-09-18
- Especialización en Sindicatura Concursal
- Maestría en Gestión Pública (Abierta la Inscripción)
- Especialización en Tributación

## Autoridades
La Facultad tiene las siguientes autoridades: (2020-2022)
- Decano: Dr. Juan Dip
- Vicedecano: Mgter. Horacio Simes
- Secretaria Académica: Prof. Silvia Romero
- Secretaría de Extensión: C.P José Espinosa
- Secretaría Administrativa: Sra. Silvana Mabel Arévalos
- Secretaría de Ciencia y Tecnología: Dra. Graciela Lombardo
- Secretaría de Bienestar Estudiantil: Sr. Dardo Emanuel Barrios